# برايس فيشر
برايس فيشر (بالإنجليزية: Bryce Fisher)‏ هو لاعب كرة قدم أمريكية أمريكي، ولد في 12 مايو 1977 في رينتون في الولايات المتحدة.

## وصلات خارجية
- برايس فيشر على موقع مرجع كرة القدم المحترفة.كوم (الإنجليزية)